# Margit Palme
Pour les articles homonymes, voir Palme.
Margit Palme, née le 11 août 1939 à Amstetten (Basse-Autriche) et morte le 23 juin 2025 à Linz (Haute-Autriche), est une graveuse autrichienne.

## Biographie
Margit Palme suit une première formation de trois ans dans une école de mode. Puis elle étudie à l'Université d'art et de design de Linz (de), auprès d'Alfons Ortner (de). Elle se forme à la lithographie, la gravure et l'aquatinte auprès d'Alfred Billy (de). En 1962, elle suit un séminaire de lithographie avec Slavi Soucek (de) à l'Académie d'été de Salzbourg et devient membre de l'association d'artistes MAERZ (de) à Linz.
De 1973 à 1999, elle enseigne l'art textile à l'Université d'art et de design de Linz.
Les œuvres créées par Margit Palme comprennent principalement des eaux-fortes et des aquatintes. Son sujet de prédilection est la représentation de la figure féminine. Les femmes de Margit Palme savent qu'elles sont surveillées et regardées. Elles sont sûres d'elles. Elles se regardent dans le miroir. Elle s'interrogent sur leur statut.
Sa technique de prédilection est l'aquatinte. Elle utilise plusieurs plaques de zinc. Les zones colorées sont créées par la poussière de colophane, ce qui donne une surface granuleuse.
En 2024, le Musée d'Art Lentos à Linz (de) lui consacre une rétrospective.

## Expositions
- Galerie MAERZ, Linz (1967, 1970, 1983, 1987, 1991)
- Petite galerie du Künstlerhaus, Klagenfurt (1972)
- Galerie Hypo, Linz (1973)
- Petite galerie de la Neudeggergasse, Vienne (1975, 1980)
- Galerie Zweymüller, Baden (1976, 1980, 1984, 1990, 1999, 2003, 2005)
- Galerie im Hofstöckl, Linz (1980)
- Galerie Slama, Klagenfurt (1982, 1985, 1988, 1993)
- Villa Toscane, Gmunden (1986)
- Galerie Zauner, Linz (1994, 2000, 2003, 2009)
- Galerie Thiele, Linz (1997, 1999, 2002, 2005, 2010)
- Hôpital orthopédique sportif Gersthof, Vienne (2004)
- Galerie Welz, Salzbourg (2006)
- Galerie Manière, Perg (2012)
- Félins et autres histoires animalières, Galerie de la Ville de Traun (2022)

## Prix et distinctions
- Prix de la 14e Semaine de la culture de la jeunesse, Innsbruck, 1963
- Prix Theodor-Körner, 1967
- Bourse du Land de Basse-Autriche, 1978
- Prix du Land de Salzbourg au 18e Concours autrichien de graphisme, Innsbruck, 1982
- Médaille culturelle de la ville de Linz, 2000
- Prix Heinrich Gleissner, 2009
- Prix Alfred Kubin – Grand Prix d'État du Land de Haute-Autriche pour la culture dans la catégorie arts visuels, 2023